# Monsummano Terme
Monsummano Terme es una localidad italiana de la provincia de Pistoia, región de Toscana, con 20.670 habitantes.

Ubicación de la ciudad de Monsummano Terme dentro de la provincia de Pistoia.

## Evolución demográfica
| Gráfica de evolución demográfica de Monsummano Terme entre 1861 y 2001 |
|                                                                        |
| Fuente ISTAT - Elaboración gráfica por parte de Wikipedia              |

## Celebridades
- Aquí nació Yves Montand.